# Karl-Ernst Kaissling
Karl-Ernst Kaissling (* 26. April 1933) ist ein deutscher Zoologe und Neurobiologe.

## Leben
Karl-Ernst Kaissling wurde 1962 an der Universität München promoviert und dort 1978 zum außerplanmäßigen Professor ernannt. Seit 1972 ist er Wissenschaftliches Mitglied der Max-Planck-Gesellschaft und des ehemaligen Max-Planck-Instituts für Verhaltensphysiologie, Seewiesen. Er leitete dort eine Forschungsgruppe bis zu seiner Emeritierung 2003. Das Forschungsgebiet der Gruppe war der Geruchssinn von Insekten: Bau und Feinstruktur der Riechorgane, Funktion der Sinneszellen, physikalische und biochemische Prozesse bei der sensorischen Transduktion, durch Geruchsreize ausgelöstes Verhalten von Insekten, und Einsatz von Duftstoffen bei der Schädlingsbekämpfung.

## Ausgewählte Schriften
- K.-E. Kaissling und E. Priesner: Die Riechschwelle des Seidenspinners. In: Naturwissenschaften. Band 57, Nr. 1, 1970, S. 23–28
- K.-E. Kaissling: Insect olfaction. In: L. M. Beidler (Hrsg.): Handbook of Sensory Physiology. Band IV, 1, Springer Verlag, Heidelberg 1971, S. 351–431
- K.-E. Kaissling und J. Thorson: Insect Olfactory Sensilla: Structural, Chemical and Electrical Aspects of the Functional Organisation. In: D.B. Sattelle, L.M. Hall, J.G. Hildebrand (Hrsg.): Receptors for Neurotransmitters, Hormones and Pheromones in Insects. Elsevier/North-Holland Biomedical Press, Amsterdam 1980, S. 261–282
- B. Kodadová und K.-E. Kaissling: Effects of temperature on silkmoth olfactory responses to pheromone can be simulated by modulation of resting cell membrane resistances. In: Journal of Comparative Physiology. Band 179, 1996, S. 15–27
- K.-E. Kaissling: Pheromone-controlled anemotaxis in moths. In: M. Lehrer (Hrsg.): Orientation and Communication in Arthropods. Birkhaeuser Verlag, Basel 1997, S. 343–374
- K.-E. Kaissling: Kinetics of olfactory responses might largely depend on the odorant–receptor interaction and the odorant deactivation postulated for flux detectors. In: Journal of Comparative Physiology A. Band 199, Nr. 11, 2013, S. 879–896
- K.-E. Kaissling: Responses of Insect Olfactory Neurons to Single Pheromone Molecules. In: J.-F. Picimbon (Hrsg.): Olfactory Concepts of Insect Control - Alternative to Insecticides. Springer Nature, Cham Switzerland AG 2019, Band 2, S. 1–27

## Auszeichnungen
- 1985 First R. H. Wright Award in Olfactory Research, Simon Fraser University, Burnaby, B. C. Canada
- 2000 Honorary Member of the European Chemoreception Research Organization (ECRO)